# Built on Glass
Built on Glass è il primo album in studio del cantautore australiano Chet Faker, pubblicato nel 2014.

## Tracce
Testi e musiche di Nick Murphy.
1. Release Your Problems – 3:12
2. Talk Is Cheap – 3:38
3. No Advice (Airport version) – 1:45
4. Melt (featuring Kilo Kish) – 4:10
5. Gold – 4:45
6. To Me – 5:14
7. / – 0:18
8. Blush – 4:47
9. 1998 – 6:05
10. Cigarettes & Loneliness – 7:52
11. A Lesson in Patience – 5:45
12. Dead Body – 3:54